# The Complete Bitches Brew Sessions
The Complete Bitches Brew Sessions – 4-dyskowe wydawnictwo zawierające wszystkie sesje nagraniowe do albumu Bitches Brew, wydane w 1998 r.

## Historia i charakter albumu
W 1998 r. firma Sony wydała 4-dyskowe wydawnictwo The Complete Bitches Brew Sessions, firmowane przez Columbia/Legacy, zawierające wszystkie sesje nagraniowe do albumu Bitches Brew.
Po zakończeniu sesji nagraniowych do albumu In a Silent Way w lutym 1969 r., Miles Davis nie pokazywał się w studiu przez pół roku. Muzyk najwyraźniej dojrzewał do całkowitej emancypacji i wyrazem wyzwolenia od wiecznie kategoryzujących i trzymających artystów w "szklanych klatkach" krytyków (publiczność robiła to samo) stał się nowy album Bitches Brew.
Najważniejszą zmianą w zespole Davisa było odejście perkusisty Tony'ego Williamsa i zastąpienie go przez Jacka DeJohnette'ego. Byli to całkowicie różni muzycy; gra DeJohnette'ego, niezwykle intensywna, zdynamizowała brzmienie zespołu.
Davis zachował nowości, które wprowadził podczas nagrywania In a Silent Way, czyli kombinację trzech instrumentów klawiszowych i gitarę. Dodał jednak kolejny, wręcz ekstremalny pomysł, czyli kombinację dwóch a nawet trzech perkusji i instrumentów perkusyjnych.
Część materiału muzycznego została przygotowana w czasie letnich prób grupy. Były to takie kompozycje jak "Miles Runs the Voodoo Down", "Spanish Key" i "Sanctuary". Inne – jak "Bitches Brew", "John McLaughlin" i "Pharaoh's Dance" Zawinula – zostały rozwinięte na bieżąco już w studiu.
Od samego początku Davis upierał się na wydanie nagrań na dwupłytowym albumie, co nie było wówczas korzystne  komercyjnie. Mimo tego, po wydaniu, był on puszczany w radiu (przeważnie we fragmentach) oraz w wielu "undergroundowych" stacjach radiowych zarówno rockowych jak i jazzowych. Między innymi dlatego album ten stał się pierwszą "złotą płytą" muzyka.
Po zakończeniu sesji w lutym 1970 r. Davis już w marcu ponownie wszedł do studia z małym zespołem, w którym dominowało brzmienie gitary, i rozpoczął nagrywać A Tribute to Jack Johnson.

## Muzycy i sesje
Sesja I – Columbia Studio B, Nowy Jork, 19 sierpnia 1969 r.
Nagrania – dysk I, utwór 4; dysk II, utwór 2
- Miles Davis – trąbka
- Wayne Shorter – saksofon sopranowy
- Bennie Maupin – klarnet basowy
- Joe Zawinul – elektryczne pianino
- Chick Corea – elektryczne pianino
- John McLaughlin – gitara
- Dave Holland – kontrabas
- Harvey Brooks – gitara basowa
- Lenny White – perkusja
- Jack DeJohnette – perkusja
- Don Alias – kongi
- Jumma Santos – grzechotki (Jim Riley)

Sesja II – Columbia Studio B, Nowy Jork, 20 sierpnia 1969 r.
Nagrania – dysk II, utwór 1
- Miles Davis – trąbka
- Wayne Shorter – saksofon sopranowy
- Bennie Maupin – klarnet basowy
- Joe Zawinul – elektryczne pianino
- Chick Corea – elektryczne pianino
- John McLaughlin – gitara
- Dave Holland – gitara basowa
- Harvey Brooks – gitara basowa
- Jack DeJohnette – perkusja
- Don Alias – perkusja
- Jumma Santos – kongi (Jim Riley)

Sesja 3 – Columbia Studio B, Nowy Jork, 21 sierpnia 1969 r.
Nagrania – dysk I, utwory 1 i 3
- Miles Davis – trąbka
- Wayne Shorter – saksofon sopranowy
- Bennie Maupin – klarnet basowy
- Joe Zawinul – elektryczne pianino
- Larry Young – elektryczne pianino
- Chick Corea – elektryczne pianino
- John McLaughlin – gitara
- Dave Holland – kontrabas
- Harvey Brooks – gitara basowa
- Lenny White – perkusja
- Jack DeJohnette – perkusja
- Don Alias – kongi
- Jumma Santos – grzechotki (Jim Riley)

Sesja 4 – Columbia Studio E, 19 listopada 1969 r.
Nagrania – dysk 2, utwór 3, 4, 5, 6
- Miles Davis – trąbka
- Steve Grossman – saksofon sopranowy
- Bennie Maupin – klarnet basowy
- Herbie Hancock – elektryczne pianino
- Chick Corea – elektryczne pianino
- John McLaughlin – gitara
- Ron Carter – kontrabas
- Harvey Brooks – gitara basowa
- Khalil Balakrishna – sitar
- Bihari Sharma – tanpura, tabla
- Ron Carter – gitara basowa
- Billy Cobham – perkusja, trójkąt
- Airto Moreira – cuica, berimbau

Sesja 5 – Columbia Studio E, Nowy Jork, 28 listopada 1969 r.
Utwory – dysk III, utwory 1, 2, 3, 4
- Miles Davis – trąbka
- Steve Grossman – saksofon sopranowy
- Bennie Maupin – klarnet basowy
- Herbie Hancock – elektryczne pianino
- Chick Corea – elektryczne pianino
- Larry Young – organy, czelesta
- John McLaughlin – gitara
- Dave Holland – kontrabas
- Harvey Brooks – gitara basowa
- Khalil Balakrishna – sitar
- Bihari Sharma – tambura, tabla
- Jack DeJohnette – perkusja (1, 2)
- Billy Cobham – perkusja (3, 4), trójkąt (1, 2)
- Airto Moreira – cuica, berimbau

Sesja 6 – Columbia Studio B, Nowy Jork, 27 stycznia 1970 r.
Utwory – dysk III, utwory 5, 6
- Miles Davis – trąbka
- Wayne Shorter – saksofon sopranowy
- Bennie Maupin – klarnet basowy
- Joe Zawinul – elektryczne pianino
- Chick Corea – elektryczne pianino
- John McLaughlin – gitara
- Dave Holland – gitara basowa
- Khalil Balakrishna – sitar
- Billy Cobham – perkusja (3, 4), trójkąt (1, 2)
- Jack DeJohnette – perkusja
- Airto Moreira – cuica, instrumenty perkusyjne

Sesja 7 – Columbia Studio B, Nowy Jork, 28 stycznia 1970 r.
Utwory – dysk IV, utwory 1, 2
- Miles Davis – trąbka
- Wayne Shorter – saksofon sopranowy
- Bennie Maupin – klarnet basowy
- Joe Zawinul – elektryczne pianino
- Chick Corea – elektryczne pianino
- John McLaughlin – gitara
- Dave Holland – gitara basowa
- Billy Cobham – perkusja
- Jack DeJohnette – perkusja
- Airto Moreira – cuica, instrumenty perkusyjne

Sesja 8 – Columbia Studio B, Nowy Jork, 6 lutego 1970 r.
Utwory – dysk IV, utwory 3, 4, 5
- Miles Davis – trąbka
- Wayne Shorter – saksofon sopranowy
- Joe Zawinul – elektryczne pianino
- Chick Corea – elektryczne pianino
- John McLaughlin – gitara
- Dave Holland – gitara basowa
- Billy Cobham – perkusja, trójkąt (3)
- Jack DeJohnette – perkusja
- Airto Moreira – cuica, instrumenty perkusyjne

## Dyski
Dysk pierwszy
1. Pharaoh's Dance [20:05]
2. Bitches Brew [26:58]
3. Spanish Key [17:32]
4. John McLaughlin [4:22]

Dysk drugi
1. Miles Runs the Voodoo Down [14:01]
2. Sanctuary [10:56]
3. Great Expectations [13:45]
4. Orange Lady [13:50]
5. Yaphet [9:39]
6. Corrado [13:11]

Dysk trzeci
1. Trevere [5:55]
2. The Big Green Serpent [3:35]
3. The Little Blue Frog (nagr. alternatywne) [12:13]
4. The Little Blue Frog (wersja po zmontowaniu) [9:09]
5. Lonely Fire [21:09]
6. Guinnevere [21:07]

Dysk czwarty
1. Feio [11:49]
2. Double Image [8:25]
3. Recollections [18:54]
4. Take It or Leave It [2:13]
5. Double Image [5:52]

## Dyskografia utworów
- 19 sierpnia 1969 r.
  - "Bitches Brew" – ukazał się na Bitches Brew
  - "John MacLaughlin" – ukazał się na Bitches Brew
  - "Sanctuary" – ukazał się na Bitches Brew
  - "Pharaoh's Dance" (próba) – utwór odrzucony
  - "Orange Lady" (próba) – utwór odrzucony

- 20 sierpnia 1969 r.
  - "Miles Runs the Voodoo Down" – ukazał się na Bitches Brew

- 21 sierpnia 1969 r.
  - "Spanish Key" – ukazał się na Bitches Brew
  - "Pharaoh's Dance" – ukazał się na Bitches Brew

- 19 listopada 1969 r.
  - "Great Expectations" – ukazał się na Big Fun w 1974 r.
  - "Orange Lady" – ukazał się na Big Fun w 1974 r.
  - "Yaphet" – wydany dopiero w 1998 r. na The Complete Bitches Brew Sessions
  - "Corrado" – wydany dopiero w 1998 r. na The Complete Bitches Brew Sessions

- 28 listopada 1969 r.
  - "Trevere" – wydany dopiero w 1998 r. na The Complete Bitches Brew Sessions
  - "The Big Green Serpent" – wydany dopiero w 1998 r. na The Complete Bitches Brew Sessions
  - "The Little Blue Frog" (wersja alternatywna) – wydany dopiero w 1998 r. na The Complete Bitches Brew Sessions
  - "The Little Blue Frog" (wersja zmiksowana i skrócona) – wydany dopiero w 1998 r. na The Complete Bitches Brew Sessions

- 27 stycznia 1970 r.
  - "Lonely Fire" – ukazał się na Big Fun w 1974 r.
  - "Guinnevere" – ukazał się na Circle in the Round w 1979 r.
  - "His Last Journey" (próba) – odrzucony

- 28 stycznia 1970 r.
  - "Feio" – wydany dopiero w 1998 r. na The Complete Bitches Brew Sessions
  - "Double Image" – wydany dopiero w 1998 r. na The Complete Bitches Brew Sessions

- 29 stycznia 1970 r.
  - "Recollections" – wydany dopiero w 1998 r. na The Complete Bitches Brew Sessions
  - "Take It or Leave It" – wydany dopiero w 1998 r. na The Complete Bitches Brew Sessions
  - "Double Image" – wydany na Live-Evil' w 1971 r.

## Opis wydawnictwa
Oryginalne wydanie
- Producent – Teo Macero
- Inżynierowie nagrywający

Frank Laico (19 listopada 1969 r.)
Stan Tonkel (wszystkie inne sesje)
- Oryginalna okładka – malunek Mati Klarwein

Wydanie pudełkowe
- Producent – Bob Belden
- Producent wykonawczy – Michael Cuscuna
- Remiks i remastering – Mark Wilder i Rob Schwartz
- Studio – Sony Music Studio, Nowy Jork
- Kierownictwo Miles Davis Series – Steve Berkowitz i Seth Rothstein
- Czas – 264:40
- Firma wydawnicza – Columbia/Legacy
- NUmer katalogowy – C4K 65570